# Miconazole
Miconazole, được bán dưới tên thương mại là Monistat cùng với một số những tên khác, là một loại thuốc kháng nấm được sử dụng để điều trị một số bệnh liên quan đến vi nấm như bệnh nấm da, bệnh lang ben, và nhiễm nấm men trên da hoặc trong âm đạo. Chúng còn được sử dụng để điều trị bệnh nấm da ở các vùng như háng, và bàn chân (bệnh chân của vận động viên). Thuốc này có thể được bôi lên da hoặc trong âm đạo dưới dạng kem hoặc thuốc mỡ.
Các tác dụng phụ thường gặp có thể kể đến như ngứa hoặc kích thích tại vùng mà chúng được bôi lên. Sử dụng miconazole trong thai kỳ được cho là an toàn cho em bé. Miconazole được xếp vào họ thuốc imidazole. Thuốc hoạt động bằng cách giảm khả năng của nấm để tổng hợp nên ergosterol, một phần quan trọng của màng tế bào của chúng.
Miconazole được cấp bằng sáng chế vào năm 1968 và được chấp thuận cho sử dụng y tế vào năm 1971. Nó nằm trong danh sách các thuốc thiết yếu của Tổ chức Y tế Thế giới, tức là nhóm các loại thuốc hiệu quả và an toàn nhất cần thiết trong một hệ thống y tế. Chi phí bán buôn ở các nước đang phát triển là khoảng 0,23 đến 0,60 USD cho một ống 30 gram. Tại Hoa Kỳ một đợt điều trị có giá dưới 25 USD.